# Campionati Internazionali di Sicilia 2000
I Campionati Internazionali di Sicilia 2000 sono stati un torneo di tennis giocato sulla terra rossa. È stata la 21ª edizione dei Campionati Internazionali di Sicilia, che fanno parte della categoria International Series nell'ambito dell'ATP Tour 2000. Si sono giocati a Palermo in Italia, dal 25 settembre al 1º ottobre 2000.

## Campioni

### Singolare
Olivier Rochus ha battuto in finale  Diego Nargiso con il punteggio di 7–6(14), 6–1

### Doppio
Tomás Carbonell /  Martín García hanno battuto in finale  Pablo Albano /  Marc-Kevin Goellner per walkover